# Christophe Fouquet
Christophe Fouquet (Nantes, 4 de mayo de 1974) es un deportista francés que compitió en bobsleigh en la modalidad cuádruple.
Ganó dos medallas en el Campeonato Europeo de Bobsleigh, oro en 2000 y plata en 2002. Participó en dos Juegos Olímpicos de Invierno, en los años 2002 y 2006, ocupando el quinto lugar en Salt Lake City 2002, en la prueba cuádruple.

## Palmarés internacional
| Campeonato Europeo | Campeonato Europeo         | Campeonato Europeo | Campeonato Europeo |
| Año                | Lugar                      | Medalla            | Prueba             |
| ------------------ | -------------------------- | ------------------ | ------------------ |
| 2000               | Cortina d'Ampezzo (Italia) | Medalla de oro     | Cuádruple          |
| 2002               | Cortina d'Ampezzo (Italia) | Medalla de plata   | Cuádruple          |